# Шанд, Жион
Жион Шанд (нем. Gion Shande; 3 мая 1998) — мозамбикский и швейцарский футболист, вратарь футбольного клуба «Виль». Бывший игрок национальной сборной Мозамбика.

## Карьера

### Клубная карьера
Воспитанник клубов — Санкт-Галлен и Базель. В сезоне 2016/17 перешёл на правах полугодичной аренды в «Вадуц», а во второй половине сезона перешёл в «Грассхоппер», так же на правах полугодичной аренды.
28 сентября 2018 года перешёл в «Виль», однако не сыграл ни одного матча за основную команду.
1 июля 2019 года на правах свободного агента вернулся в лихтенштейнский «Вадуц». В феврале 2021 года продлил свой контракт клубом ещё на два года. 19 декабря 2021 года дебютировал в Челлендж-лиге против «Винтертура», выйдя на замену вместо Беньямина Бюхеля на 23-й минуте встречи, матч закончился победой «Вадуца» со счётом 3:2. 9 мая 2023 года «Вадуц» объявил об уходе игрока по окончании контракта.

### Карьера в сборной
15 марта 2023 года сменил гражданство Швейцарии на гражданство Мозамбика и был вызван в сборную на матчи отбора кубка Африканских наций. 24 марта дебютировал в матче против «Сенегала», который завершился поражением со счётом 1:5.